# Sankt Lorenzen am Wechsel

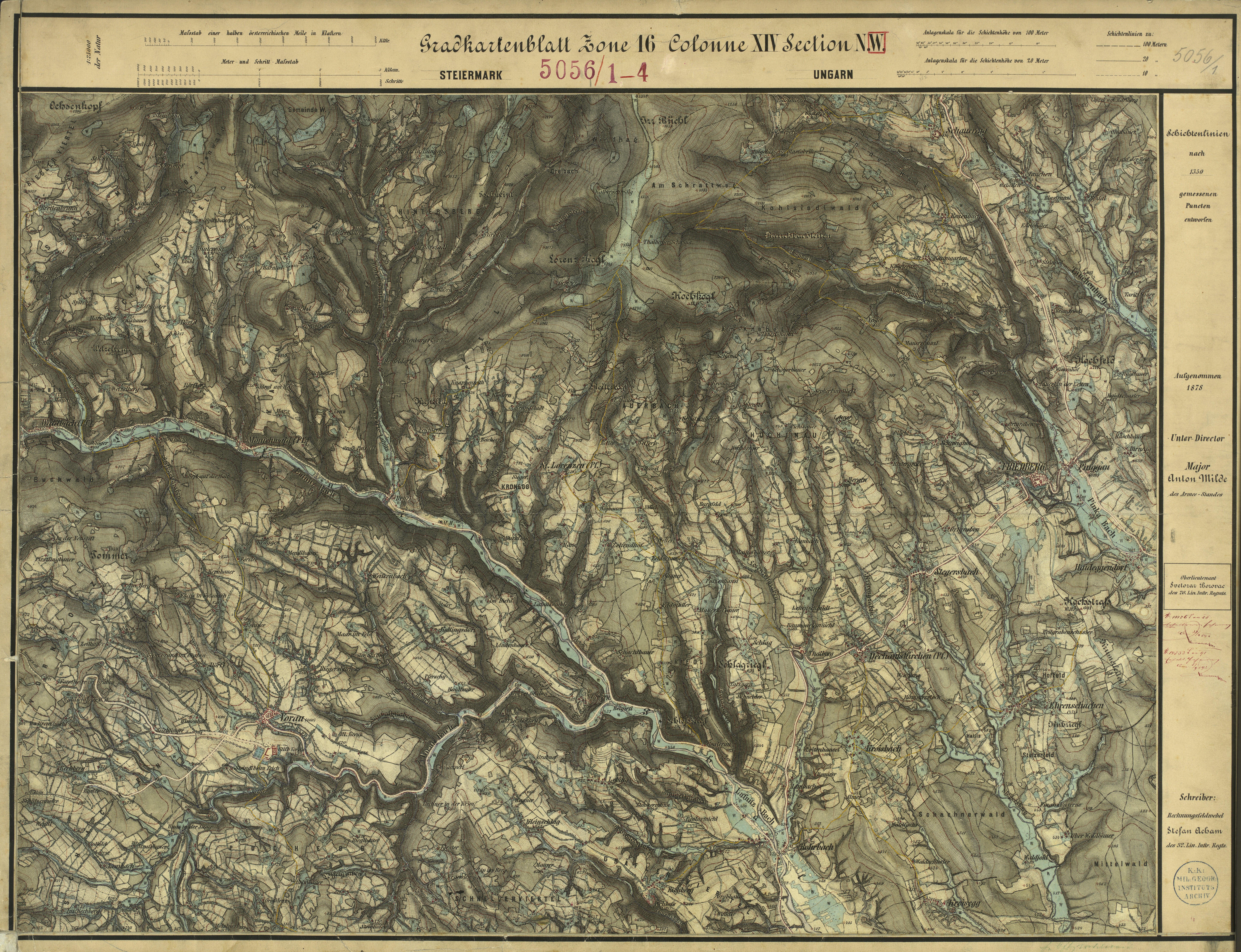
St. Lorenzen (Mitte oben) um 1878 (Aufnahmeblatt der Landesaufnahme)

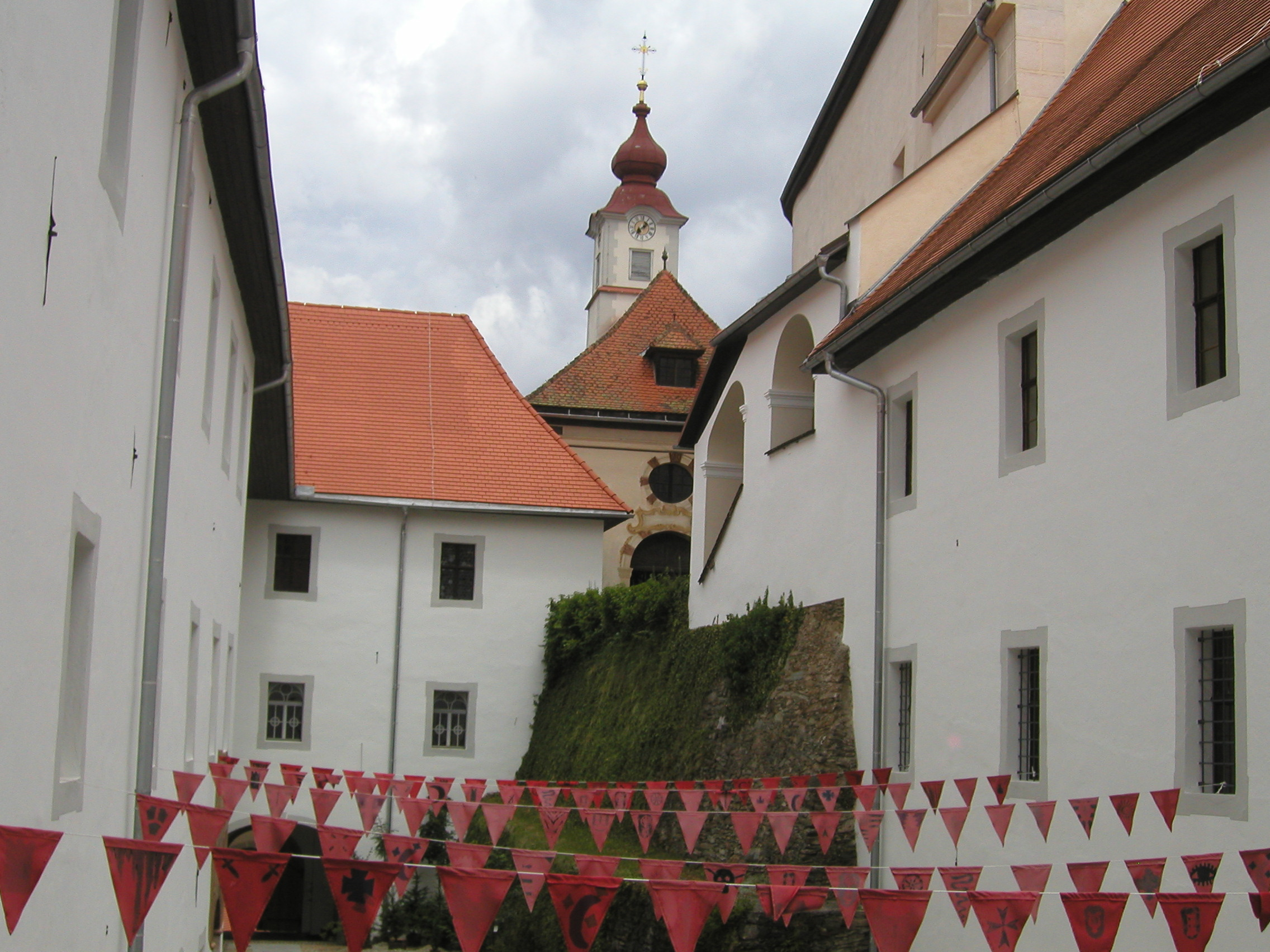
Schloss Festenburg

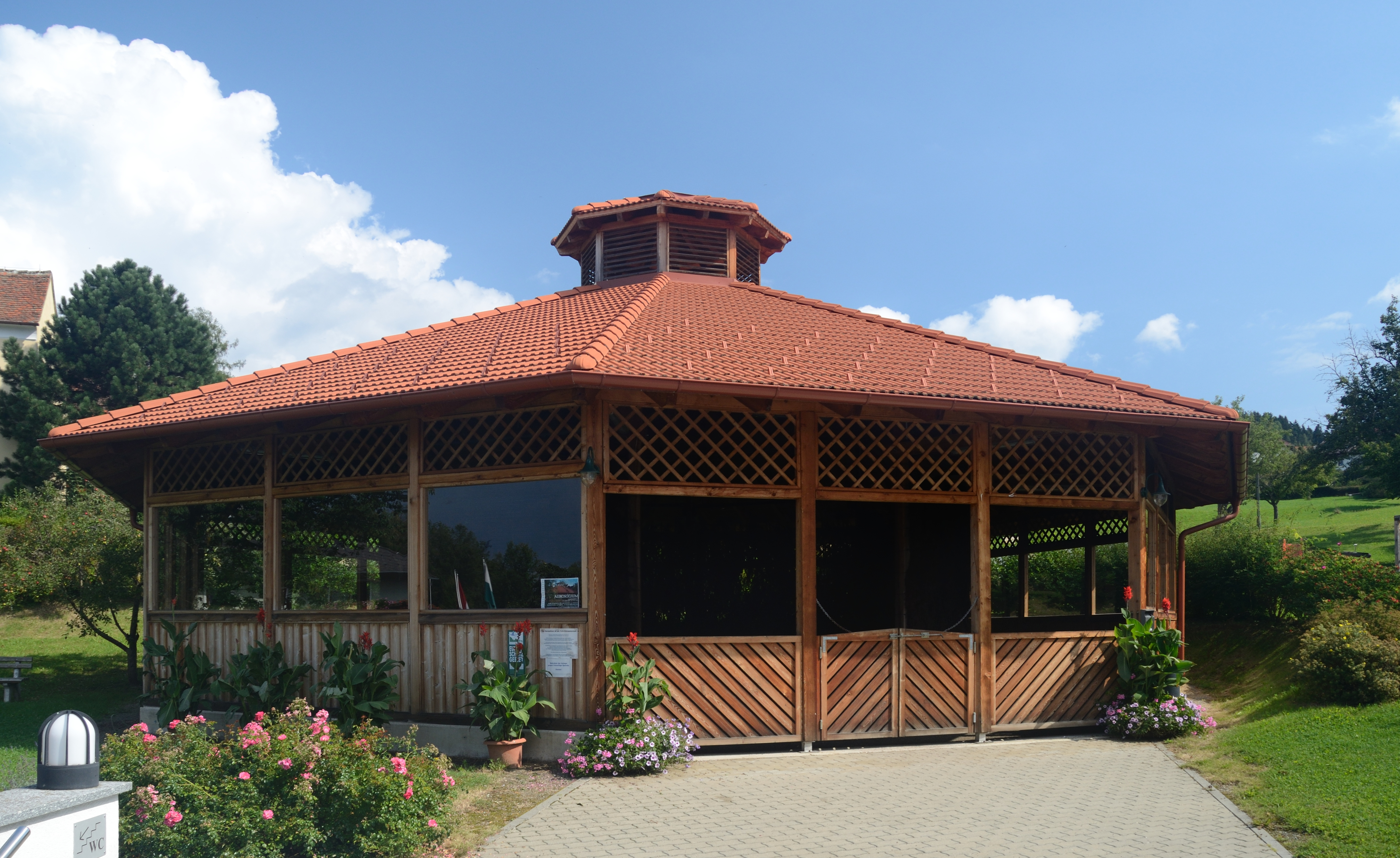
Aerosolium in St. Lorenzen

Sankt Lorenzen am Wechsel mit 1418 Einwohnern (Stand 1. Jänner 2024) ist eine Gemeinde im Gerichtsbezirk Fürstenfeld und im politischen Bezirk Hartberg-Fürstenfeld in der Steiermark in Österreich.

## Geografie

### Geografische Lage
Sankt Lorenzen am Wechsel liegt am Fuße des Wechsels ca. 17 km nördlich der Bezirkshauptstadt Hartberg. Das Gemeindegebiet wird im Süden durch die Lafnitz begrenzt und reicht im Norden bis zum Niederwechsel (1669 m) auf der Grenze nach Niederösterreich. Neben dem Niederwechsel befinden sich am östlichen Rand des Gemeindegebiets noch weitere Gipfel des Wechselmassivs: Irrbühel (1423 m), Windhag (1395 m), Lorenzkogel (1353 m) und Hochkogel (1314 m). Das Gemeindegebiet wird hauptsächlich vom Vorderen und Hinteren Waldbach, Nebenflüssen der Lafnitz, entwässert.

### Gemeindegliederung
| Katastralgemeinden                                                        | Ortschaften in der Gemeinde |
| ------------------------------------------------------------------------- | --- |
| Auerbach (9,40 km²) Köppel (29,93 km²) St. Lorenzen am Wechsel (9,23 km²) | Auerbach (ZH) Dörfl (W) Festenburg (ZH) Demmeldorf (R) Dorfstatt (R) Dreibach (R) Greith (R) Höfern (R) Köppel (ZH) Bachern (R) Brandstatt (R) Bruck an der Lafnitz (ZH) Feichtern (R) Knappenreith (ZH) Kronegg (ZH) Hofern (W) Riegl (ZH) Haide (ZH) Sankt Lorenzen am Wechsel (D) Sankt Lorenzen am Wechsel- · Zerstreute Häuser (ZH) Wilfing (R) Zehenthöf (R) |
| Legende                                                                   | |

| In der Spalte Katastralgemeinden sind sämtliche Katastralgemeinden einer Gemeinde angeführt. In der Klammer ist die jeweilige Fläche in km² angegeben. |
| In der Spalte Ortschaften sind sämtliche von der Statistik Austria erfassten Siedlungen, die auch eine eigene Ortschaftskennziffer aufweisen, angeführt. In der Hierarchieebene derselben Spalte, rechts eingerückt, werden nur Ansiedlungen, die mindestens aus mehreren Häusern bestehen, dargestellt. Die wichtigsten der verwendeten Abkürzungen sind: - M = Hauptort der Gemeinde - Stt = Stadtteil - R = Rotte - W = Weiler - D = Dorf - ZH = Zerstreute Häuser - Sdlg = Siedlung - Hgr = Häusergruppe - E = Einzelgehöft (nur wenn sie eine eigene Ortschaftskennziffer haben) Die komplette Liste der Statistik Austria ist in: Topographische Siedlungskennzeichnung nach STAT Zu beachten ist, dass manche Orte unterschiedliche Schreibweisen haben können. So können sich Katastralgemeinden anders schreiben als gleichnamige Ortschaften bzw. Gemeinden. Quelle: Statistik Austria – |

Die Gemeinde Sankt Lorenzen am Wechsel besteht aus drei Katastralgemeinden:
- Auerbach (940,27 ha) mit den Ortschaften
  - Auerbach (123 Einwohner) mit Dörfl
  - Riegl (200) mit Haide
- Köppel (2.986,3 ha) mit den Ortschaften
  - Festenburg (138) mit Demmeldorf, Dorfstatt, Dreibach, Greith und Höfern
  - Köppel (288) mit Bachern, Brandstatt, Bruck an der Lafnitz, Feichtern und Knappenreith
- St. Lorenzen am Wechsel (923,68 ha) mit den Ortschaften
  - Sankt Lorenzen am Wechsel (521) mit Sankt Lorenzen am Wechsel-Zerstreute Häuser, Wilfing und Zehenthöf
  - Kronegg (148) mit Hofern

(Stand: Einwohner 1. Jänner 2024; Fläche Stand 31. Dezember 2023)

### Nachbargemeinden
| Waldbach-Mönichwald | Aspangberg-Sankt Peter                      | Pinggau                 |
| Waldbach-Mönichwald | Kompassrose, die auf Nachbargemeinden zeigt | Dechantskirchen         |
| Vorau               | Rohrbach an der Lafnitz                     | Rohrbach an der Lafnitz |

## Geschichte
Das heutige Gemeindegebiet war bereits zur Römerzeit besiedelt, da durch das Gebiet ein römischer Handelsweg verlief. Dies ist durch Grabhügel und Radfurchen bestätigt.
Die Besiedlung des Gemeindegebietes erfolgte im 12. und 13. Jahrhundert vornehmlich, um Befestigungen gegen die osteuropäischen Völker zu errichten, da in unmittelbarer Nähe die österreichische Ostgrenze verlief. Besonders nach Gründung des Stiftes Vorau im Jahr 1163 wurde die Besiedlung vorangetrieben.
Im Jahr 1250 wurde der erste Bauernhof im Gemeindegebiet erwähnt, bereits 1266 erfolgte die erste urkundliche Erwähnung von Sankt Lorenzen, so dass die Kirche bereits bestanden haben muss. Diese wurde erstmals 1306 urkundlich erwähnt. Da bereits 1344 ein Vikar von Sankt Lorenzen genannt wird, musste das Dorf bereits viele Einwohner haben.
Die folgenden Jahrhunderte sind von Naturkatastrophen und kriegerischen Auseinandersetzungen im Gemeindegebiet geprägt, da sich das Dorf unweit der ungarischen Grenze befand. In den Jahren 1349/50, 1599 und 1679/80 wütete die Pest in Sankt Lorenzen, in den Jahren 1478 und 1480 verursachten Heuschreckenschwärme eine Hungersnot. Das Dorf wurde mehrfach von den Ungarn, Türken und Kuruzen überfallen. Zwischen 1529 und 1533 verwüsteten die Türken das Gemeindegebiet und brannten die Pfarrkirche nieder. Die Festenburg konnte aber nicht eingenommen werden. In dieser Zeit entstanden zahlreiche Wehrbauten, was sich in der Namensgebung einiger Rotten widerspiegelt.
Die heutige Pfarrkirche wurde nach der Zerstörung durch die Türken im Jahr 1684 neu gebaut. Sie wurde gleichzeitig als Teil der Befestigungsanlage angelegt. Wenig später – zu Beginn des 18. Jahrhunderts – kam die Festenburg zum Stift Vorau und wurde in ein Kloster umgestaltet.
Bis zum Jahr 1902 gab es keine befestigten Wege nach Sankt Lorenzen am Wechsel. In diesem Jahr begann die Errichtung einer Straße, im Jahr 1907 erhielt die Gemeinde eine eigene Poststelle.
Im Zweiten Weltkrieg war das Gemeindegebiet Zentrum der Kampfhandlungen zwischen der Wehrmacht und der Roten Armee. Im Gemeindegebiet befinden sich zahlreiche Gedenkstätten an die Opfer der beiden Weltkriege. Durch den Einsatz der Bevölkerung konnte die Gemeinde zügig wieder aufgebaut werden.

### Bevölkerungsentwicklung
| Sankt Lorenzen am Wechsel: Einwohnerzahlen von 1869 bis 2024 | Sankt Lorenzen am Wechsel: Einwohnerzahlen von 1869 bis 2024 | Sankt Lorenzen am Wechsel: Einwohnerzahlen von 1869 bis 2024 | Sankt Lorenzen am Wechsel: Einwohnerzahlen von 1869 bis 2024 | Sankt Lorenzen am Wechsel: Einwohnerzahlen von 1869 bis 2024 |
| ------------------------------------------------------------ | ------------------------------------------------------------ | ------------------------------------------------------------ | ------------------------------------------------------------ | ------------------------------------------------------------ |
| Jahr                                                         |                                                              |                                                              |                                                              | Einwohner                                                    |
| 1869                                                         | 1869                                                         |                                                              | 1.231                                                        | 1.231                                                        |
| 1880                                                         | 1880                                                         |                                                              | 1.273                                                        | 1.273                                                        |
| 1890                                                         | 1890                                                         |                                                              | 1.220                                                        | 1.220                                                        |
| 1900                                                         | 1900                                                         |                                                              | 1.198                                                        | 1.198                                                        |
| 1910                                                         | 1910                                                         |                                                              | 1.241                                                        | 1.241                                                        |
| 1923                                                         | 1923                                                         |                                                              | 1.266                                                        | 1.266                                                        |
| 1934                                                         | 1934                                                         |                                                              | 1.389                                                        | 1.389                                                        |
| 1939                                                         | 1939                                                         |                                                              | 1.490                                                        | 1.490                                                        |
| 1951                                                         | 1951                                                         |                                                              | 1.529                                                        | 1.529                                                        |
| 1961                                                         | 1961                                                         |                                                              | 1.634                                                        | 1.634                                                        |
| 1971                                                         | 1971                                                         |                                                              | 1.754                                                        | 1.754                                                        |
| 1981                                                         | 1981                                                         |                                                              | 1.742                                                        | 1.742                                                        |
| 1991                                                         | 1991                                                         |                                                              | 1.742                                                        | 1.742                                                        |
| 2001                                                         | 2001                                                         |                                                              | 1.729                                                        | 1.729                                                        |
| 2011                                                         | 2011                                                         |                                                              | 1.573                                                        | 1.573                                                        |
| 2021                                                         | 2021                                                         |                                                              | 1.423                                                        | 1.423                                                        |
| 2024                                                         | 2024                                                         |                                                              | 1.418                                                        | 1.418                                                        |
| Quelle(n): Statistik Austria, Gebietsstand 1.1.2021          |                                                              |                                                              |                                                              |                                                              |

## Kultur und Sehenswürdigkeiten

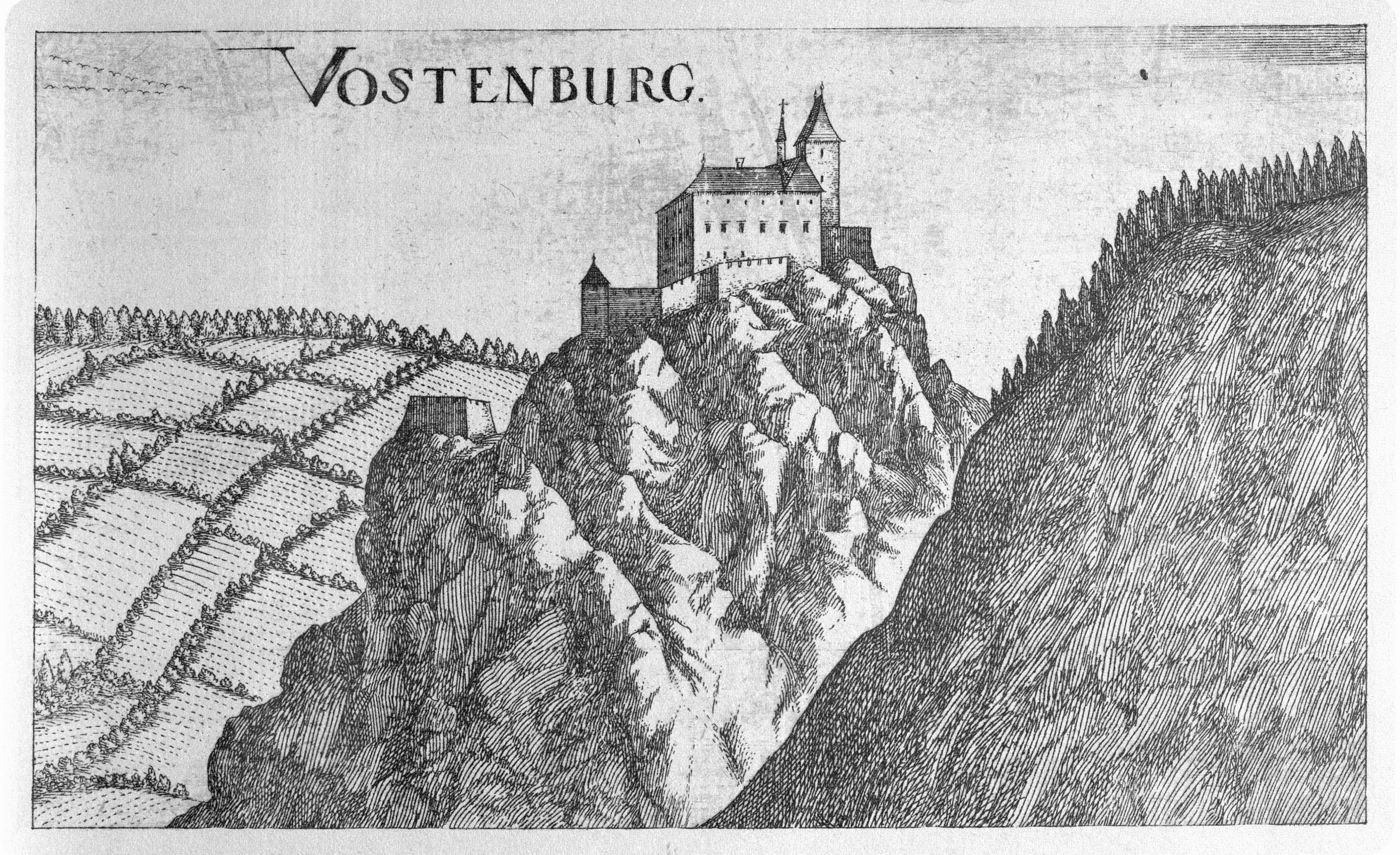
Schloss Festenburg

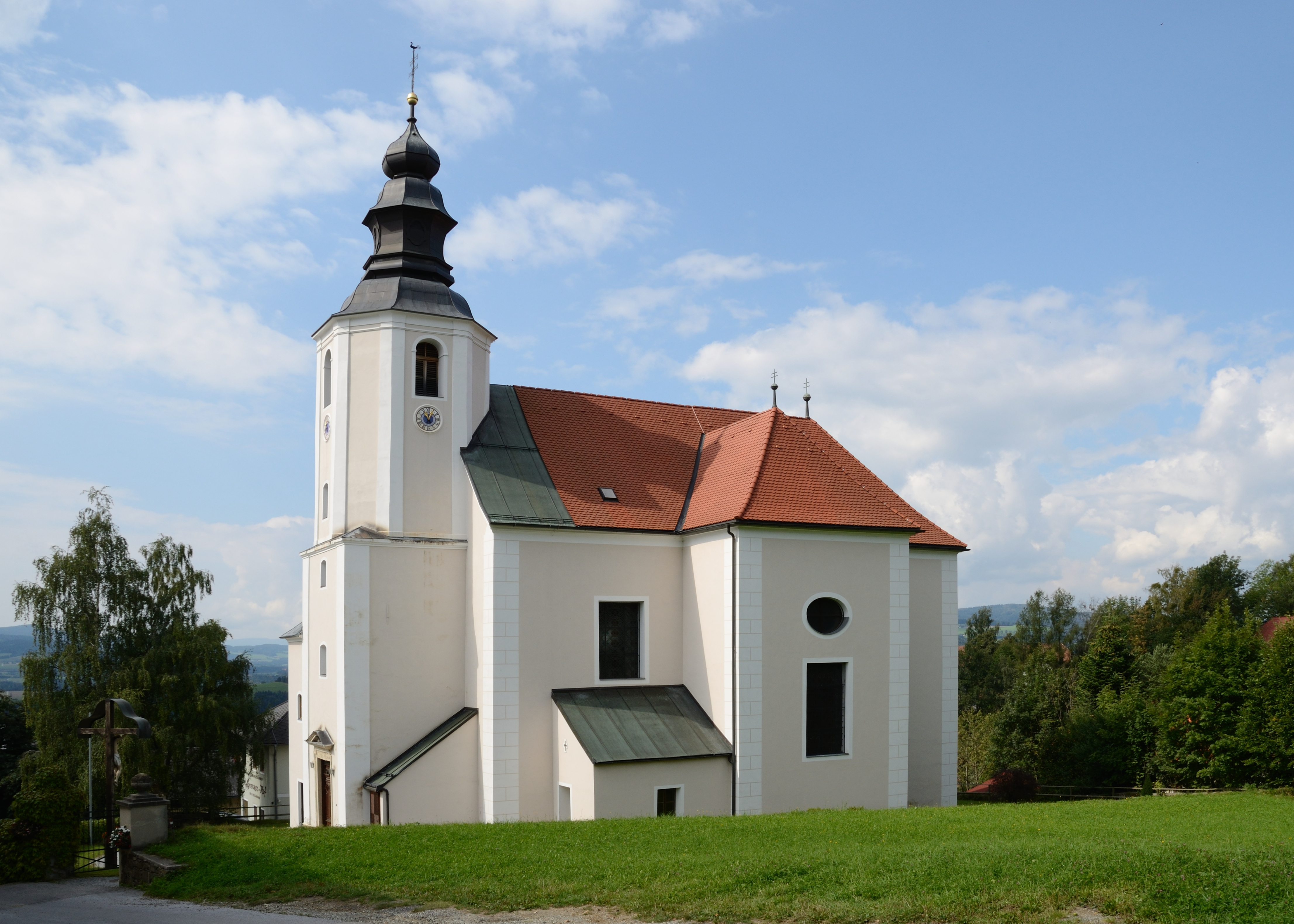
Pfarrkirche St. Lorenzen am Wechsel

- Schloss Festenburg liegt am westlichen Gemeinderand und wurde um 1200 von den Stubenbergern erbaut. Nach häufig wechselnden Herrschaften kam das Schloss im Jahr 1616 an das Stift Vorau und wurde um 1700 zu einer Klosterburg umgebaut. Die malerische Gestaltung der Katharinenkirche (ehemaliger Rittersaal) und der sechs Kapellen wurde von Johann Cyriak Hackhofer durchgeführt. Das Schloss kann besichtigt werden.
- Katholische Pfarrkirche St. Lorenzen am Wechsel: Die Kirche wurde 1700 erbaut und ist die dritte im Ort, nachdem ihre Vorgängerinnen bei feindlichen Angriffen zerstört wurden.
- Am Dorfplatz ist ein Denkmal für Franz Andreas Weißenbäck, der in Sankt Lorenzen geboren wurde.
- In Sankt Lorenzen am Wechsel befindet sich ein Soldatenfriedhof aus dem Zweiten Weltkrieg.
- Die Steirische Blumenstraße verläuft durch das Gemeindegebiet.

## Wirtschaft und Infrastruktur

### Verkehr
Sankt Lorenzen am Wechsel liegt abseits der Hauptverkehrsstraßen. Durch den Süden des Gemeindegebietes verläuft die Landesstraße von Rohrbach an der Lafnitz nach Sankt Jakob im Walde. Die Wechsel Straße B 54 von Wiener Neustadt nach Hartberg ist ca. 7 km entfernt. Die Entfernung zur Süd Autobahn A 2 von Wien nach Graz beträgt ca. 16 km. Sie ist über die Anschlussstelle Friedberg/Pinggau (95) zu erreichen.
Die Gemeinde hat keinen eigenen Eisenbahnanschluss. Der nächstgelegene Bahnhof befindet sich in Dechantskirchen in etwa acht Kilometern Entfernung. Er bietet Zugang zur Thermenbahn mit zweistündlichen Regionalzug-Verbindungen nach Wien und Hartberg.
Der Flughafen Graz und der Flughafen Wien-Schwechat sind jeweils ca. 110 km entfernt.
Durch den Ort führt mit dem Ostösterreichischen Grenzlandweg ein österreichischer Weitwanderweg.

### Bildung
In Sankt Lorenzen am Wechsel und in Festenburg befindet sich je eine Volksschule.

## Politik

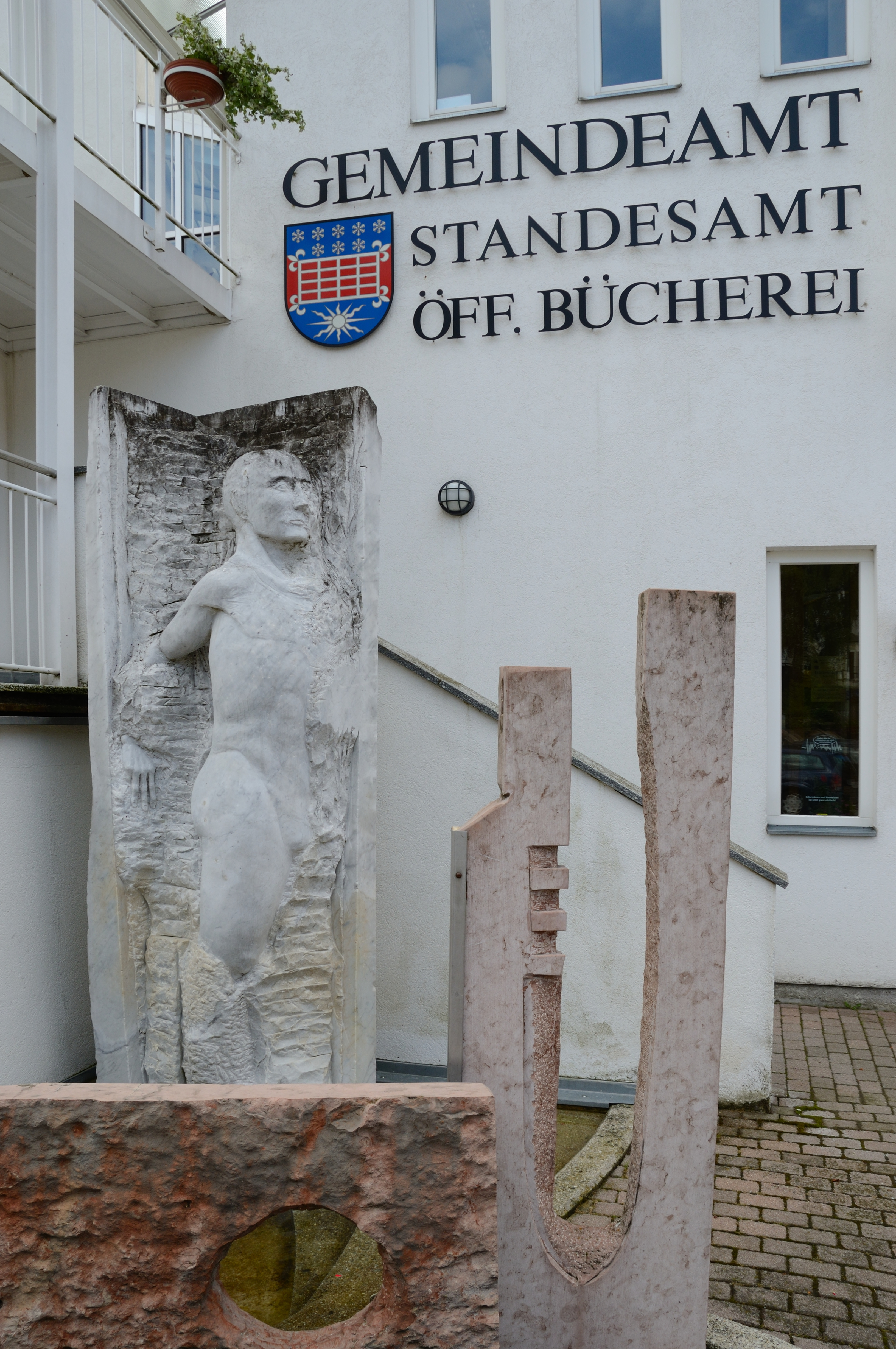
Gemeindeamt

### Gemeinderat
Der Gemeinderat hat insgesamt 15 Mitglieder.
- Nach den Gemeinderatswahlen in der Steiermark 1990 hatte der Gemeinderat folgende Verteilung: 11 ÖVP und 4 SPÖ.
- Nach den Gemeinderatswahlen in der Steiermark 1995 hatte der Gemeinderat folgende Verteilung: 10 ÖVP, 3 SPÖ und 2 Freie-Unabhängige Heimatliste.
- Nach den Gemeinderatswahlen in der Steiermark 2000 hatte der Gemeinderat folgende Verteilung: 10 ÖVP, 3 SPÖ, 1 Freie-Unabhängige Heimatliste und 1 FPÖ.
- Nach den Gemeinderatswahlen in der Steiermark 2005 hatte der Gemeinderat folgende Verteilung: 10 ÖVP und 5 SPÖ.[6]
- Nach den Gemeinderatswahlen in der Steiermark 2010 hatte der Gemeinderat folgende Verteilung: 12 ÖVP und 3 SPÖ.[7]
- Nach den Gemeinderatswahlen in der Steiermark 2015 hatte der Gemeinderat folgende Verteilung: 12 ÖVP und 3 SPÖ.[8]
- Nach den Gemeinderatswahlen in der Steiermark 2020 hatte der Gemeinderat folgende Verteilung: 13 ÖVP, 1 SPÖ und 1 FPÖ.[9]
- Nach den Gemeinderatswahlen in der Steiermark 2025 hat der Gemeinderat folgende Verteilung: 12 ÖVP und 3 FPÖ.[10]

### Bürgermeister
- bis 2009 Josef Klampfl (ÖVP)
- seit 2009 Hermann Pferschy (ÖVP)[11]

### Wappen
Die Steiermärkische Landesregierung hat der Gemeinde das Recht verliehen, mit Wirkung vom 1. August 1991 ein eigenes Wappen zu führen.
Blasonierung:
„In blauem Schild mit acht goldenen Schneekristallen in zwei Reihen (5:3) oben und einer goldenen Strahlensonne unten balkenförmig ein rot unterlegter goldener Rost, an den Ecken besteckt mit schräg auswärts gekehrten Lilien.“
Das Symbol des heiligen Laurentius, des römischen Märtyrers und Pfarrpatrons von St. Lorenzen am Wechsel, ist der Rost. Die heilige Katharina der Kirche in Festenburg wird durch die Lilien an den Ecken des Rostes dargestellt. Die Schneekristalle im oberen Teil und die Sonne im unteren Teil des Wappens stellen den Wechsel des Wetters in St. Lorenzen dar.

## Persönlichkeiten

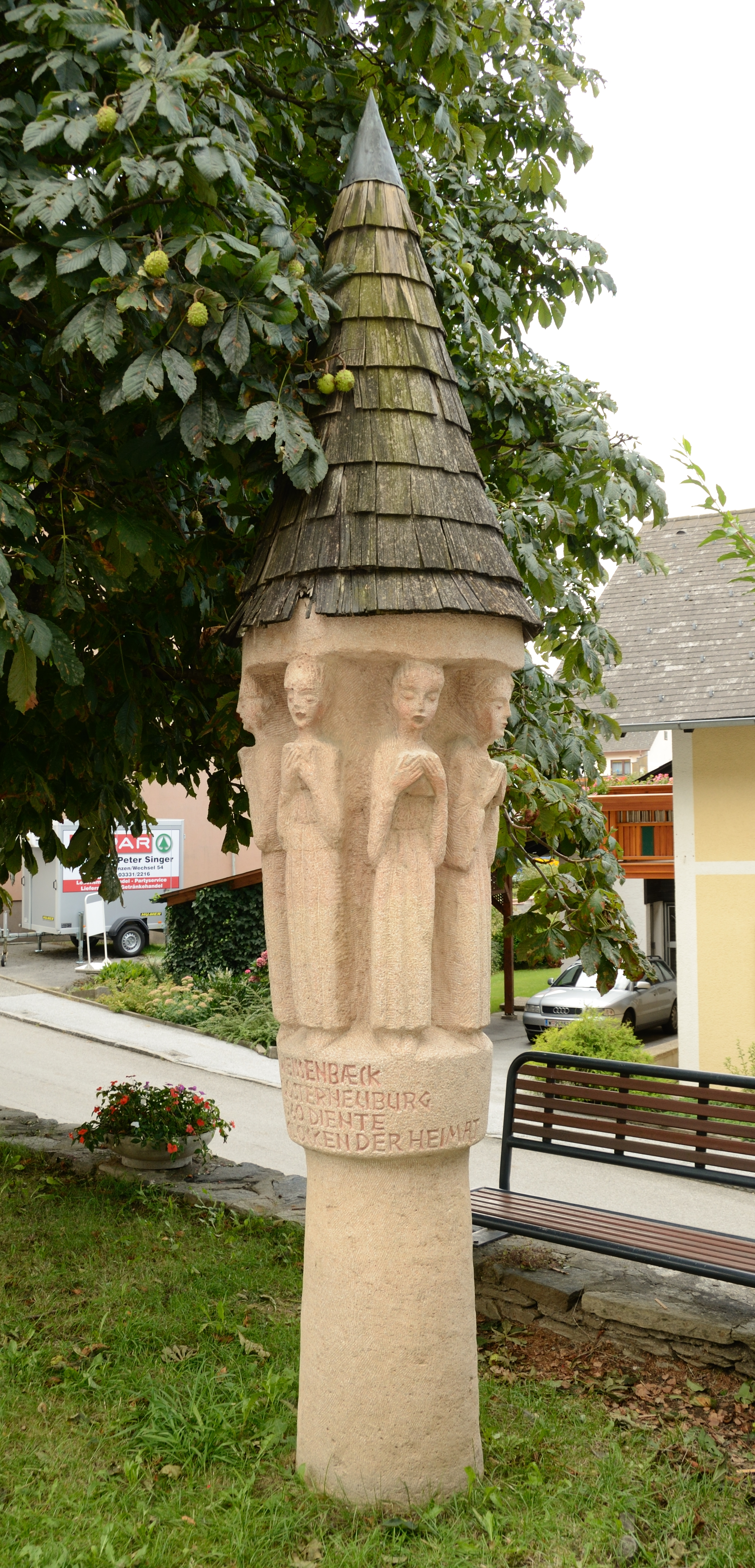
Denkmal für Andreas Weißenbäck

### Ehrenbürger
- 1984: Josef Krainer (1930–2016), Landeshauptmann

### Söhne und Töchter der Gemeinde
- Franz Andreas Weißenbäck (1880–1960), Musikwissenschaftler und Gründer des Wiener Kammerchores
- Konrad Kogler (* 1964), Generaldirektor für die öffentliche Sicherheit

### Mit St. Lorenzen am Wechsel verbundene Persönlichkeiten
- Ottokar Kernstock (1848–1928), österreichischer Dichter und Priester, Kaplan in Sankt Lorenzen, gestorben auf Schloss Festenburg